# 碗粿
碗粿，常被錯稱為碗糕，是流行於臺灣的米食製品。因成品置於碗內，故名；分甜、鹹二類：甜碗粿是米漿經糊化後拌入糖蒸熟而成；鹹碗粿則是將糊化的米漿蒸過一次，將配料鋪於其上再蒸熟而得，並搭配醬油膏或甜辣醬食用。
各地口味不同，作法與口味亦有明顯差異，有的地區會在米漿內加入醬料調味，外觀呈現暗褐色，有的則是白色。也有些地區會在碗粿上搭配菜脯（蘿蔔乾）食用。

## 製作
將米漿以小火加熱且不斷攪拌以防焦黏，至三分糊化狀，倒入碗內，加入佐料，再清蒸而成。常見的佐料有菜脯、肉片或肉末、蝦米、剖半滷蛋等。
3

## 類似食品
- 碗糕：源自閩都地區[3]的閩式甜點，甜的。

- 水粿：源自潮汕，亦流行於新加坡、馬來西亞，臺灣客家族群亦有此食品。

- 砵仔糕：粵式糕點，甜的。